# Saïd Hamimi
Saïd Hamimi est un footballeur international algérien né le 7 mai 1960 à Akbou (Algérie) et mort le 14 juin 2008 à Bagnolet, terrassé par une crise cardiaque.
Il compte 17 sélections en équipe nationale en 1985.

## Biographie

### Joueur
Il commence sa carrière dans l'Oise à l'AS Creil en 3e division.
En 1980, il rallie une équipe professionnelle, le Stade brestois qui évolue en D2. Il termine champion cette saison-là, ce qui lui ouvre les portes de l'élite pour la saison 1981-1982.
Non conservé, il signe à l'AS Angoulême et fait son retour sur les terrains de D2 en 1982 durant la même période, il est élu meilleur joueur de D2, mais le club est relégué à l'issue de la saison 1983-1984.
Il rebondit au CS Louhans-Cuiseaux, qui est aussi relégué, cette fois-ci il accompagne la descente du club et jouera en 3e division.
En Bresse, il laisse un très bon souvenir, notamment lors du match de ses adieux en mai 1986. Avant le match, il avait déjà signé au Nîmes Olympique lui assurant une place dans un club de D2 pour la saison suivante. Mais cette rencontre sur la pelouse du Clermont FC est une finale opposant deux clubs encore en lice pour la promotion en 2e division. Un nul suffisait à Louhans-Cuiseaux tandis que Clermont devait gagner. Dans une ambiance rare à ce niveau, plus de 10 000 spectateurs soit un record de division 3 à l'époque, il réalise la match parfait et permet à ses coéquipiers d'arracher le nul.
À la suite de ces bonnes performances, il atterrit donc au Nîmes Olympique qui lui redonne sa chance en D2 pour 1986-1987. Mais peu aligné, il quitte le club en fin de saison.
Il termine sa carrière au Clermont FC en 3e division puis en seconde, de 1987 jusqu'en 1990 date à laquelle le club dépose le bilan.
Il totalise également 2 sélections avec l'Algérie,, il participe notamment a la campagne de qualification au mondial 1982.

### Entraîneur
Par la suite, il entraînera diverses équipes comme celle de Romainville.
En 2000, il est adjoint de Nacer Sandjak, sélectionneur de l'Algérie pour la Coupe d'Afrique des nations de football.

## Palmarès
- Championnat de France de football D2 :
  - Champion : 1981 (avec le Stade brestois)